# Hurtu
La Hurtu è stata un'azienda operante nella produzione industriale in vari settori. Nata nel 1880, essa si specializzò inizialmente nella produzione di utensili, macchine per cucire e biciclette, ma a partire dal 1895 estese la propria produzione anche nel settore automobilistico e motociclistico, nonché nella produzione di motori ausiliari. La produzione di autovetture durò fino al 1930, dopodiché l'azienda si concentrò sulla produzione di motori, attività che durò fino al 1960.

## Storia

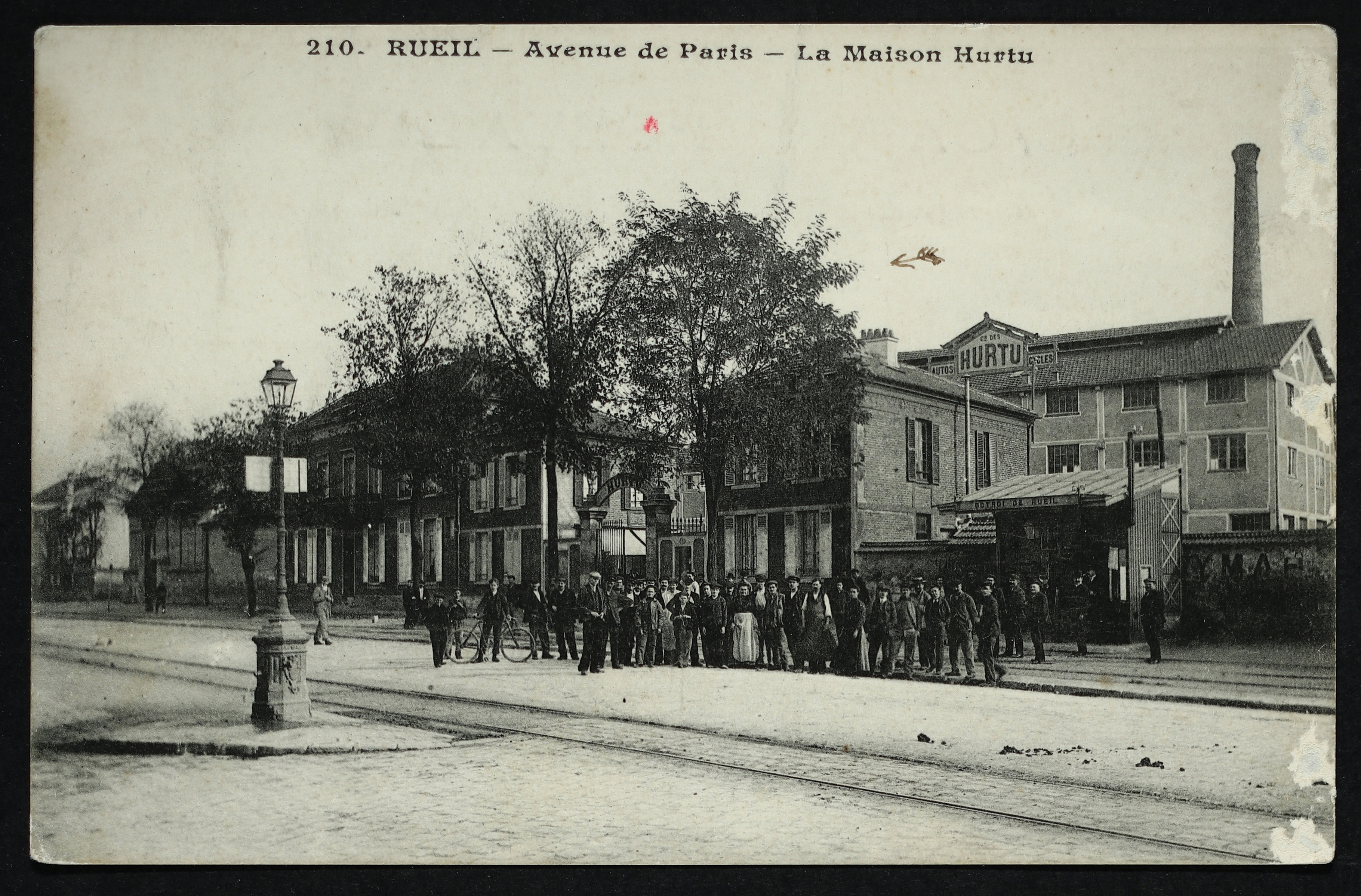
Lo stabilimento Hurtu nel 1900

Questa azienda venne fondata da Auguste-Jacques Hurtu (1835-98), con sede operativa ad Albert, in Avenue de Paris, e con Hurtu, Hautin et Diligeon come ragione sociale. Inizialmente la produzione si concentrò su utensili per la casa e biciclette, un po' come stava facendo nello stesso periodo la ben più nota Peugeot.
Nel 1895, la società cambiò ragione sociale in Diligeon &Cie.,  prendendo il nome dal socio che acquistò le quote societarie dagli altri due fondatori, ma continuò ad utilizzare il marchio Hurtu e immediatamente avviò il progetto relativo alla prima autovettura. Essa venne lanciata nel 1896: si trattava di fatto di un triciclo Bollée prodotto su licenza. La prima vettura a quattro ruote vide invece la luce nel 1897 e si trattava di un modello molto simile ad una contemporanea Benz. Nel 1899 vi fu un nuovo cambio di ragione sociale per questa azienda, che divenne Compagnie des Automobiles et Cycles Hurtu, esprimendo chiaramente quali sarebber stati i settori industriali nei quali avrebbe concentrato i suoi sforzi. La vettura prodotta fino a quel momento venne sostituita nel 1900 da un modello nuovo, equipaggiato con un monocilindrico De Dion-Bouton da 3,5 CV e con trasmissione ad albero e carrozzeria a due o a quattro posti.
Successivamente l'azienda si trasferì a Parigi, nel XV arrondissement, in rue Castagnary 104. Di lì a poco cominciò anche la produzione di motociclette: la prima motocicletta Hurtu debuttò nel 1903. Per quanto riguarda la produzione automobilistica, a partire dal 1907 le vetture prodotte cominciarono ad utilizzare un radiatore sistemato subito dietro il motore, come nelle Renault, e mantenne tale soluzione fino al 1920. Durante questi anni, la gamma si ampliò arrivando a comprendere anche modelli di cilindrate comprese fra 1,7 e 2,1 litri. Nel 1913, la produzione totale dall'inizio della produzione automobilistica ammontò a 600 esemplari prodotti e venduti. Alla fine della prima guerra mondiale, la produzione automobilistica riprese e a partire dal 1920 lo stile delle vetture evolse con un nuovo radiatore di tipo convenzionale, mentre per quanto riguarda le motorizzazioni, il primo modello post-bellico montava un motore da 2358 cm³ e dal 1922 venne equipaggiato per la prima volta anche con freni anteriori. La gamma venne integrata a partire dal 1925 con un modello dotato di un motore da 1328 cm³, quindi più economico.
La produzione automobilistica cessò nel 1930, ma per altri tre decenni proseguì la produzione di motori.